# Anarcoindividualisme
L'anarquisme individualista o anarcoindividualisme és una tradició filosòfica basada en un particular èmfasi en l'autonomia de l'individu, i en l'alternativa a l'anarquisme social, i es desenvolupa a l'entorn de la supremacia i autonomia de la persona. Posa la societat com a producte de la suma d'individus i les seves accions. L'anarcoindividualisme proposa una societat en què la persona sigui el seu propi propietari, mitjançant l'associació voluntària i horitzontal, interaccionant amb els altres per l'associació voluntària. L'anarquisme individualista es refereix a algunes tradicions de pensament dins del moviment anarquista que prioritzen l'individu sobre tota classe de determinants externs, siguin grups, societat, tradicions i sistemes ideològics. L'anarquisme individualista no és una única filosofia sinó que fa referència a un grup de filosofies individualistes que moltes vegades estan en conflicte entre si. Les influències més primerenques en l'anarquisme individualista van ser els pensaments de William Godwin, Henry David Thoreau (transcendentalisme), Josiah Warren ("sobirania de l'individu"), Lysander Spooner ("llei natural"), Pierre-Joseph Proudhon i Benjamin Tucker (mutualisme), Herbert Spencer ("llei d'igual llibertat") i Max Stirner (egoisme).
És una de les dues principals categories en què es divideix l'anarquisme, i l'altra és l'anarquisme social.
| «                 | Generalment considerada una ideologia d'extrema esquerra, l'anarquisme sempre ha inclòs una important força de l'individualisme radical, des de l'hiperracionalisme de Godwin, a l'egoisme de Stirner, als llibertaris i anarcocapitalistes d'avui en dia. | » |
| — Frank H. Brooks | |   |

A trets generals, el corrent individualista de l'anarquisme posa l'accent en la llibertat negativa, és a dir, l'oposició al control estatal o social sobre els individus, mentre que els corrents anarquistes amb una visió col·lectivista subratllen la llibertat positiva per desenvolupar les potencialitats de les persones, argumentant que els humans tenen necessitats que només la vida social pot satisfer, "reconeixent la igualtat de drets". Una altra diferència és que l'anarquisme socialista defensa la propietat comuna dels mitjans de producció per tal d'eliminar la desigualtat econòmica, mentre que gran part de l'anarquisme individualista tendeix a preferir la propietat privada dels mitjans de producció, i en alguns casos, propugna l'intercanvi de béns i serveis mitjançant el mercat.
Molts anarquistes individualistes no s'oposen a la desigual distribució de la riquesa, i l'accepten com una conseqüència de la lliure competència. Encara que també des de l'anarcoindividualisme hi ha adhesions a l'anarcocomunisme (Renzo Novatore), a diferència de l'anarquisme comunista, l'anarquisme individualista mai va ser un moviment social; fou més aviat un fenomen filosòfic i literari. L'anarquisme filosòfic, és a dir, el que no advoca per una revolució per eliminar l'estat, "és un especial component de l'individualisme anarquista."
Sorgeix primer als Estats Units i després a Europa al segle xix, i té acollida especialment entre autors i activistes nord-americans, que formen una tradició individualista nativa. Va tenir també un alt desenvolupament en la dècada de 1920 a França i al Regne Unit.

## Panorama general
Els diversos corrents de l'anarquisme individualista tenen algunes coses en comú:
1. L'elevació de l'individu sobre tota classe de construcció o realitat social i exterior, tal com la moralitat, la ideologia, els costums, la religió, la metafísica, les idees o la voluntat d'altres.[21][22][23]

1. El rebuig i les reserves cap a la idea de revolució, a la qual de vegades consideren com un aixecament de les masses que podria comportar nous governs.[24] En canvi, afavoreixen un mètode gradualista i evolutiu per assolir l'anarquia mitjançant experiències i experiments alternatius que podrien ser aplicats en el present.[25] Això també perquè no es veu com a desitjable per als individus el fet d'haver d'esperar la revolució per començar a experimentar alternatives que estan fora del sistema actual.[26]

1. El punt de vista que les relacions amb altres persones o coses només poden ser lliurement contractades,[24] en propi interès i poden ser tan transitòries i sense compromisos com es desitgi.[27] L'experiència i la recerca individual són exaltades.

Però també n'hi ha diferències. Pel que fa a la justificació de l'anarcoindividualisme, Josiah Warren va usar l'argument de la sobirania individual i el comerç just (hi ha adherents al mutualisme com Pierre-Joseph Proudhon, Benjamin Tucker), l'egoisme que no reconeix els "drets naturals" (Max Stirner) o iusnaturalisme (Lysander Spooner), neolockeà (Murray Rothbard), o conseqüencialisme (David Friedman). Justificacions alternatives a l'anarcoindividualisme han estat el contractualisme (Jan Narveson), o l'ètica de l'argumentació de Hans-Hermann Hoppe, molt propera a la posició neolockeana.
L'anarcocapitalisme respecta els drets a la propietat de les persones. La seva principal objecció a l'estat resideix en el seu caràcter monopolista, en l'ús de la força que utilitza per a castigar els que fan valer els seus propis drets (personalment, mitjançant l'ajuda mútua o un contracte), i perquè per a exercir aquest monopoli ha de fer-ho mitjançant una tributació obligatòria. Els anarquistes individualistes usen el terme capitalisme de diferents maneres: alguns com Josiah Warren, Benjamin Tucker, i Kevin Carson utilitzen capitalisme per a referir-se no a la propietat del capital sinó a la seva monopolització, mentre d'altres com Rothbard, Friedman i Wendy McElroy defineixen capitalisme com el laissez-faire d'una economia de mercat lliure. L'anarcocapitalisme és una filosofia política que va sorgir a la dècada del 1950 a partir dels escrits de Rothbard i el seu rebuig a la teoria del valor del treball dels individualistes del segle xix. L'agorisme és una forma d'anarquisme de mercat popularitzada per Samuel Edward Konkin III, i emfasitza la contraeconomia, i és descrit com a propietarista i llibertarisme d'esquerra.
El corrent d'anarquisme individualista que s'anomena egoisme, deriva de la filosofia de Max Stirner: sosté que els individus han de fer allò que desitgen, sense fer cas a Déu, estat o regla moral. Per a Stirner, els drets són fal·làcies, i sostenia que la societat en veritat no existia sinó els "individus i la seva realitat"; donava suport a la propietat per força com a preferible al dret moral. I defensava l'autoafirmació, i preveia les associacions d'egoistes que es tractarien entre si pel respecte mutu.
Una important tendència dins dels corrents de l'individualisme anarquista emfasitza l'exploració individual subjectiva i el desafiament a les convencions socials. En aquest sentit, les tendències que propugnen l'amor lliure i altres estils de vida alternatius com el naturisme han estat populars entre els individualistes anarquistes. L'amor lliure té els seus orígens tant en el pensador Josiah Warren i les comunitats experimentals, i postulen que la llibertat sexual és una clara i directa expressió de la sobirania individual. A Europa, el propagandista principal de l'amor lliure entre l'individualisme anarquista va ser Émile Armand.

## Personalitats originàries

### William Godwin

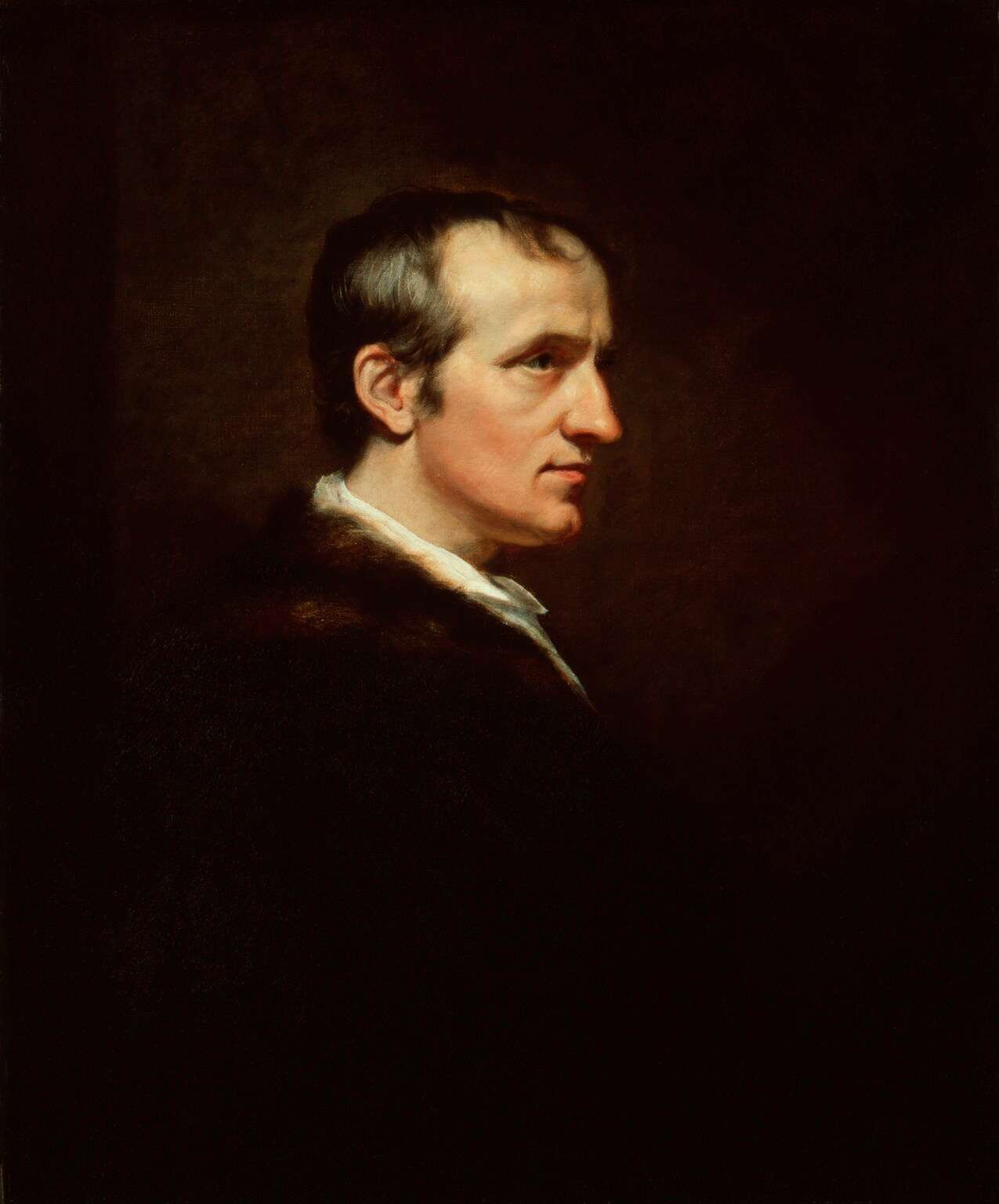
William Godwin, oli de 1802, a la National Portrait Gallery, Londres

William Godwin va ser un anarquista individualista i anarquista filosòfic que estava influït per les idees de l'il·luminisme i desenvolupà el que alguns consideren la primera expressió d'un pensament anarquista. Godwin va ser, d'acord amb Piotr Kropotkin, "el primer a formular la concepció política i econòmica de l'anarquisme, encara que ell mai li va donar aquest nom a les idees que va desenvolupar en la seva obra." Godwin va advocar per un extrem individualisme, proposant que tota cooperació en el treball fos eliminada. Godwin va ser un utilitarista que creia que no tots els individus eren de la mateixa vàlua, ja que alguns som "de major mèrit i importància que d'altres", depenent de la nostra utilitat per generar el bé social. Per a Godwin, les diferències entre les persones són degudes a les injustícies socials, que són perpetuades per les institucions humanes. Godwin s'oposava als governs i a tota autoritat perquè infringeixen el dret individual al judici individual i privat. Aquest aspecte de la filosofia de Godwin, a excepció de la seva faceta utilitarista, va ser posteriorment desenvolupada per Stirner. Però, al mateix temps, les seves postures davant de la raó seran enfrontades, ja que el solipsisme moral de Stirner es contraposa a l'acatament universal de la raó i la justícia que proposa Godwin.
L'individualisme de Godwin va ser tan radicalitzat que fins i tot s'oposava al treball en conjunt en orquestres, i escrigué en el seu An Enquiry Concerning Political Justice (Una investigació sobre la justícia política) que "tot l'entès sota el terme cooperació és dolent en algun sentit." L'única aparent excepció a aquesta oposició a la cooperació és l'associació espontània que sorgiria quan la societat és amenaçada per la força i la violència. Una raó per la qual s'oposava a la cooperació és que considerava que interferiria en les capacitats individuals d'afavorir el bé general major. Godwin es va oposar a la idea de govern, però va sostenir que era necessari un mínim de govern com un "mal necessari", que aniria sent cada vegada menys rellevant i diluït amb el desenvolupament del coneixement. Es va expressar com un opositor a la democràcia, per por a l'opressió dels individus per les majories (encara que li semblava preferible a una dictadura).
Godwin donava suport a la propietat privada, definint com "l'imperi al qual cada individu té dret com el producte del seu propi treball." Amb tot, també ha advocat que els individus donessin uns als altres la propietat excedent, en el cas que algú ho necessités, proposant una economia del do, en comptes del comerç. Així, mentre les persones tenen el dret a la propietat privada, "hauria de" donar-la a d'altres com il·lustrats altruistes. Això estaria fundat en principis utilitaristes. No obstant això, la benevolència no hauria de ser forçosa, sinó un assumpte de l'esfera de la "consciència privada". Godwin mai va arribar a proposar una comunitat de béns o formes de propietat col·lectiva com el comunisme, però la seva creença que els individus haurien de compartir les necessitats va ser una important influència en el desenvolupament posterior de l'anarcocomunisme.
Les opinions polítiques de Godwin van ser diverses i no estan en un perfecte acord amb algunes de les ideologies que reivindiquen la seva influència; escriptors de l'òrgan del Partit Socialista Great Britain, el diari Socialist Standard, consideren Godwin tant individualista com comunista; els anarcocapitalistes com Murray Rothbard no consideren Godwin dins de l'esfera individualista, i s'hi refereixen com el fundador del comunisme anarquista; i l'historiador Albert Weisbord el considera un individualista anarquista sense reserves. Alguns escriptors troben un conflicte entre la defensa godwiniana del "judici privat" i l'utilitarisme, ja que sosté que aquesta ètica requereix que els individus donin la seva propietat sobrant a d'altres, resultant en una societat igualitària, però al mateix temps insisteix que totes les coses han de ser deixades a l'elecció individual. Segons ha suggerit Kropotkin, les visions sobre Godwin ha anat variant amb el pas de les èpoques.

### Pierre-Joseph Proudhon

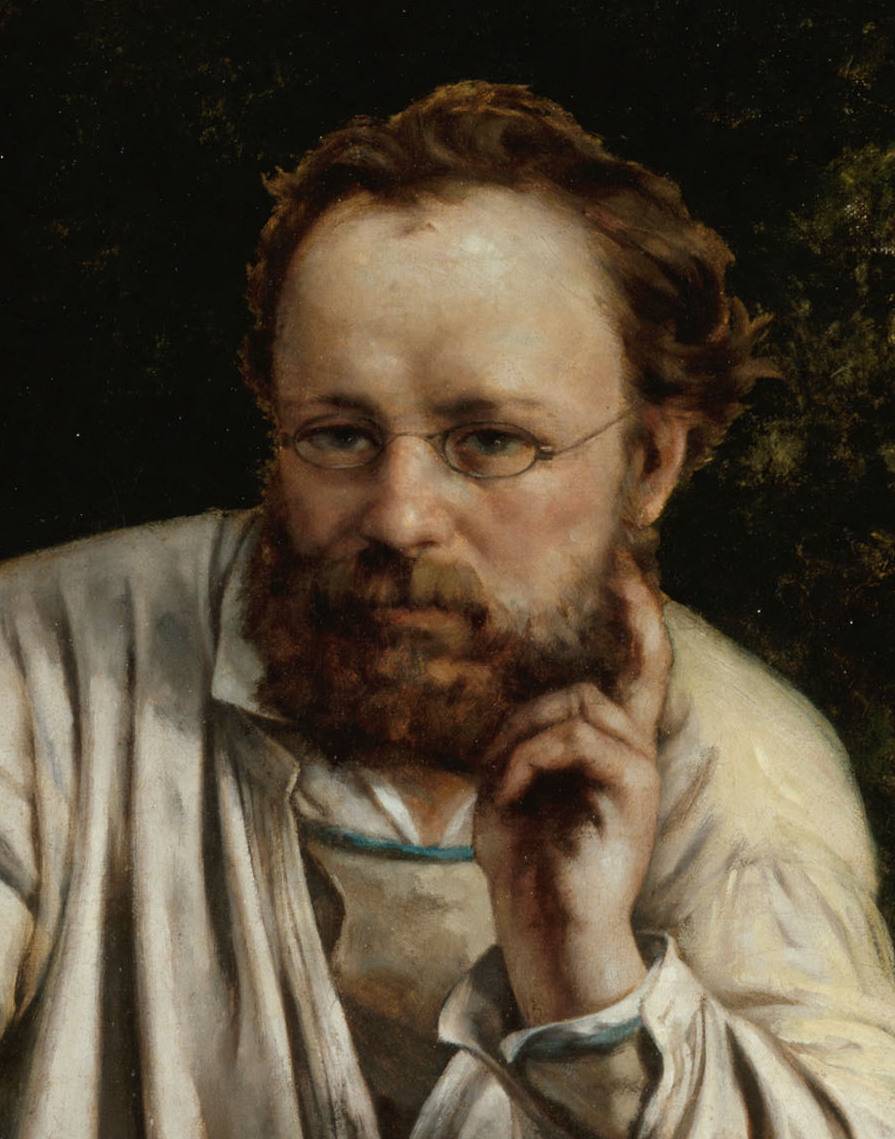
Pierre-Joseph Proudhon (retrat de Courbet)

Pierre-Joseph Proudhon (1809-1865) va ser el primer filòsof a autoproclamar-se "anarquista". Alguns autors consideren Proudhon com un anarquista individualista, mentre que d'altres el consideren com un anarquista societari. Alguns escriptors no identifiquen Proudhon com un individualista a causa de la seva preferència per les associacions de grans indústries, abans que pel control individual; però, va tenir algunes influències entre els individualistes d'Amèrica del Nord, en les dècades de 1840 i 1850. Charles A. Dana, i William B. Greene van introduir els treballs de Proudhon als Estats Units. Greene va adaptar el mutualisme de Proudhon a l'estil americà i va presentar la seva obra a Benjamin Tucker.
Proudhon es va oposar als privilegis amb què el govern protegia els capitalistes, els interessos de la banca i la renda de la terra, l'acumulació i adquisició de la propietat (i tota forma de coerció per obtenir-la), perquè creia que obstaculitzaven la competència i mantenien la riquesa en les mans d'uns pocs. Proudhon donava suport al dret dels individus a retenir el producte del treball com a propietat, però creia que tota propietat que fos més enllà del produït per un individu i del que pogués tenir per al seu ús, era il·legítima. Així, veia a la propietat privada tan essencial a la llibertat, com un camí a la tirania, en el primer cas quan era necessària per a treballar i com a producte del treball, i en el segon cas quan era resultat de l'explotació (guany, interès, renda, impostos). Generalment, denominava la primera "possessió" i la segona "propietat". Per a les grans indústries, va defensar les associacions de treballadors per reemplaçar el treball assalariat i es va oposar a la propietat de la terra.
Proudhon sostenia que els que treballaven havien de conservar la totalitat del que produïen, i que el monopoli del crèdit i la terra eren les forces que ho impedien. Va defensar un sistema econòmic que incloïa la propietat privada i la possessió i l'intercanvi mercantil, però sense obtenció de guanys, al qual va denominar mutualisme. La filosofia de Proudhon va ser explícitament rebutjada per Joseph Déjacque en els inicis de l'anarcocomunisme, quan en una carta adreçada a Proudhon va afirmar que "no és el producte del seu treball al qual el treballador té dret, sinó a la satisfacció de les seves necessitats, sigui quina sigui la seva naturalesa." Proudhon va afirmar que "el comunisme... és molt perniciós per als fonaments de la societat...". Va ser l'autor de la famosa frase la propietat és un robatori en referència al seu rebuig als drets a la propietat de la terra que garantien la propietat dels qui no la treballaven.
Després que Dejacque i d'altres trenquessin amb Proudhon a causa del seu ulterior suport a la propietat individual i l'intercanvi econòmic, la relació dels individualistes, que continuaven en relatiu alineament amb la filosofia de Proudhon, amb els anarcocomunistes, es va caracteritzar per diversos nivells d'antagonisme i harmonia. Per exemple, mentre individualistes com Tucker van traduir i reimprimir les obres dels col·lectivistes com Mikhail Bakunin, d'altra banda rebutjaven els aspectes econòmics del col·lectivisme i el comunisme com a incompatibles amb els ideals anarquistes.

### Max Stirner i l'egoisme

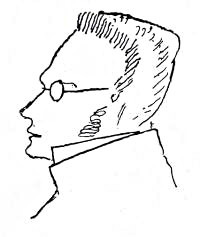
Max Stirner, segons un retrat de Friedrich Engels

Max Stirner, filòsof posthegelià del segle xix, és una coneguda influència històrica de l'anarquisme individualista, tot i que Stirner no era un teòric de l'anarquia (filosofia pràctica o ordre polític) sinó de l'ego (psicologia, moral).
El llibre de Stirner L'únic i la seva propietat, publicat el 1844, va argumentar que l'única limitació en l'individu és el seu poder per a obtenir el que desitja. Proposa que les comunament acceptades institucions socials, incloent-hi la noció d'estat, la propietat privada com un dret, els drets naturals, i en general la noció mateixa de la societat són cosificadors de la ment.
Stirner comença afirmant que el centre de tota reflexió, i fins i tot de tota realitat, és l'ésser humà. No obstant això, no es tracta de l'individu en general, ni del representant d'una humanitat abstracta, sinó l'individu, de "mi mateix", del "jo" únic. L'"únic" és únic no perquè estigui relacionat amb res, sinó més bé perquè ell, i només ell, és el fonament de tota relació possible. Tot el que m'uneix als altres, o tot el que tinc en comú amb d'altres, és només relatiu respecte al caràcter absolut de la "meva" unicitat. En resum, la unicitat no sembla en Stirner absència de relació, sinó que la relació és absència d'unicitat.
Stirner proclama que totes les religions i ideologies s'assenten en conceptes buits, que superposats als interessos personals (egoistes) dels individus, revelen la seva invalidesa. El mateix és vàlid per a les institucions socials que sustenten aquests conceptes i que reclamin autoritat sobre l'individu, pretenent fer l'individu un esclau, servir-se d'aquest per a la seva causa egoista. El mateix és vàlid tant per al "Déu" dels cristians com la "humanitat" o la "llibertat" dels ideòlegs moderns, sempre es tracta d'un ideal. No són més que creences, fantasmes, pensaments abstractes destinats a perpetuar l'estat de servitud i a estar per sobre de l'individu.
Com oposat a això, Stirner crida a la conformació d'una associació voluntària de persones que s'oposi a la concepció dels grups i col·lectius abstractes i no basats en l'ego dels individus, com són la societat, la nació, l'estat o la família.

## La tradició americana

### Orígens

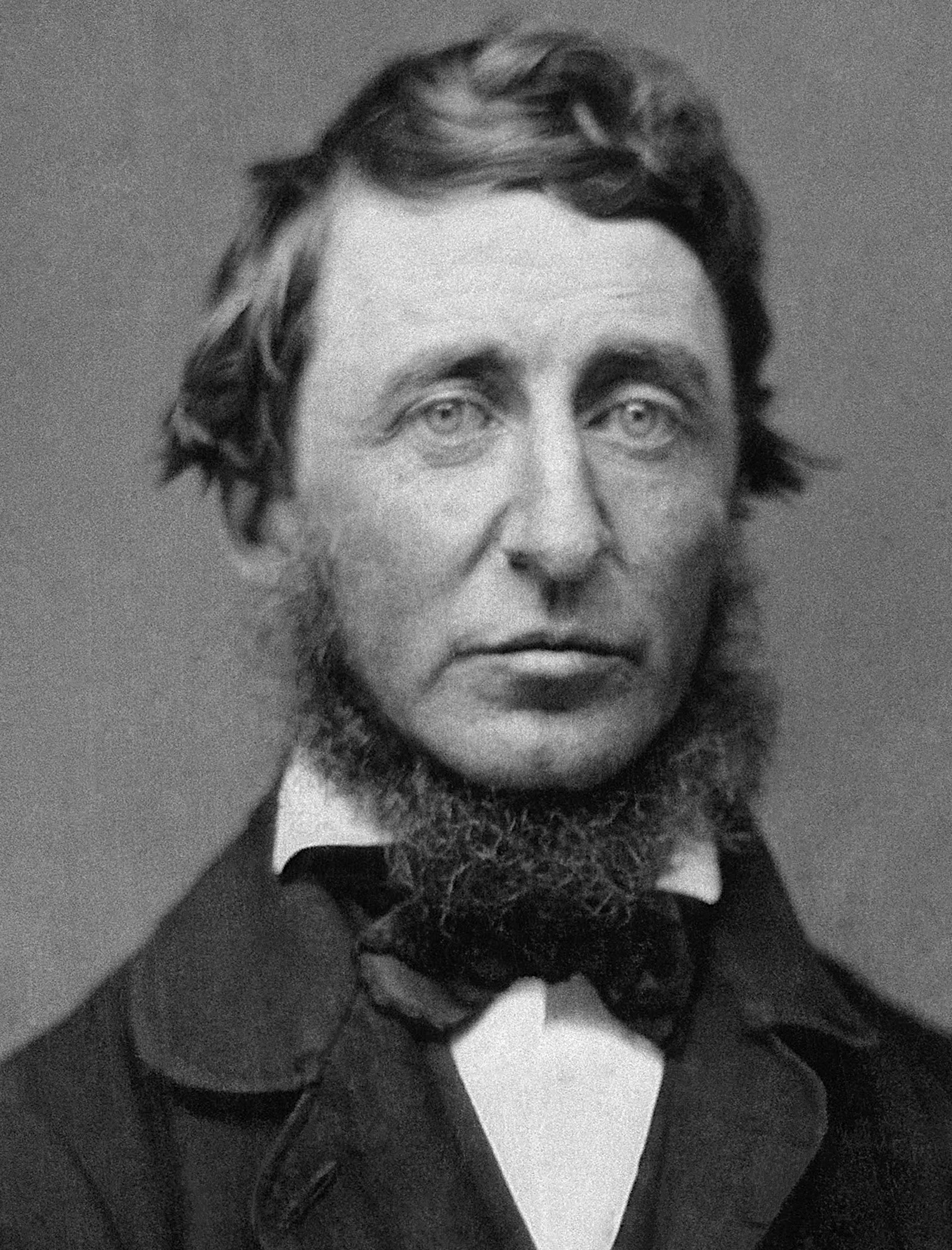
Henry David Thoreau

Henry David Thoreau (1817-1862) va ser una important influència primerenca en el pensament individualista dels Estats Units i Europa. Escriptor nord-americà, poeta, naturalista, contrari a tot impost, crític a la industrialització i el progrés, agrimensor, historiador, filòsof i destacat transcendentalista. És conegut pel seu llibre Walden, o la vida als boscos, una reflexió sobre la vida senzilla en ambients naturals, i pel seu assaig Sobre la desobediència civil, un al·legat a favor de la resistència individual al govern civil en oposició moral a una situació d'injustícia. El seu pensament és un primerenc antecedent en les idees de l'anarquisme ecologista, però amb un èmfasi en l'experiència individual del món natural, que influenciaria posteriorment el pensament dels corrents naturistes. La idea d'una vida senzilla com a rebuig a un estil de vida materialista/consumista i l'autosuficiència eren les metes de Thoreau, i el seu projecte per complet s'inspirava en la filosofia transcendentalista.
La versió americana de l'anarquisme individualista emfasitza fortament el principi de no-agressió i la sobirania individual. Alguns anarquistes individualistes, com Henry David Thoreau, no parlen d'economia sinó simplement del dret de "desunió" de l'estat, preveient la gradual eliminació de l'estat amb l'evolució social. El seu anarquisme no sols rebutja l'estat sinó totes les associacions organitzades de qualsevol tipus, invocant l'autosuficiència individual completa.

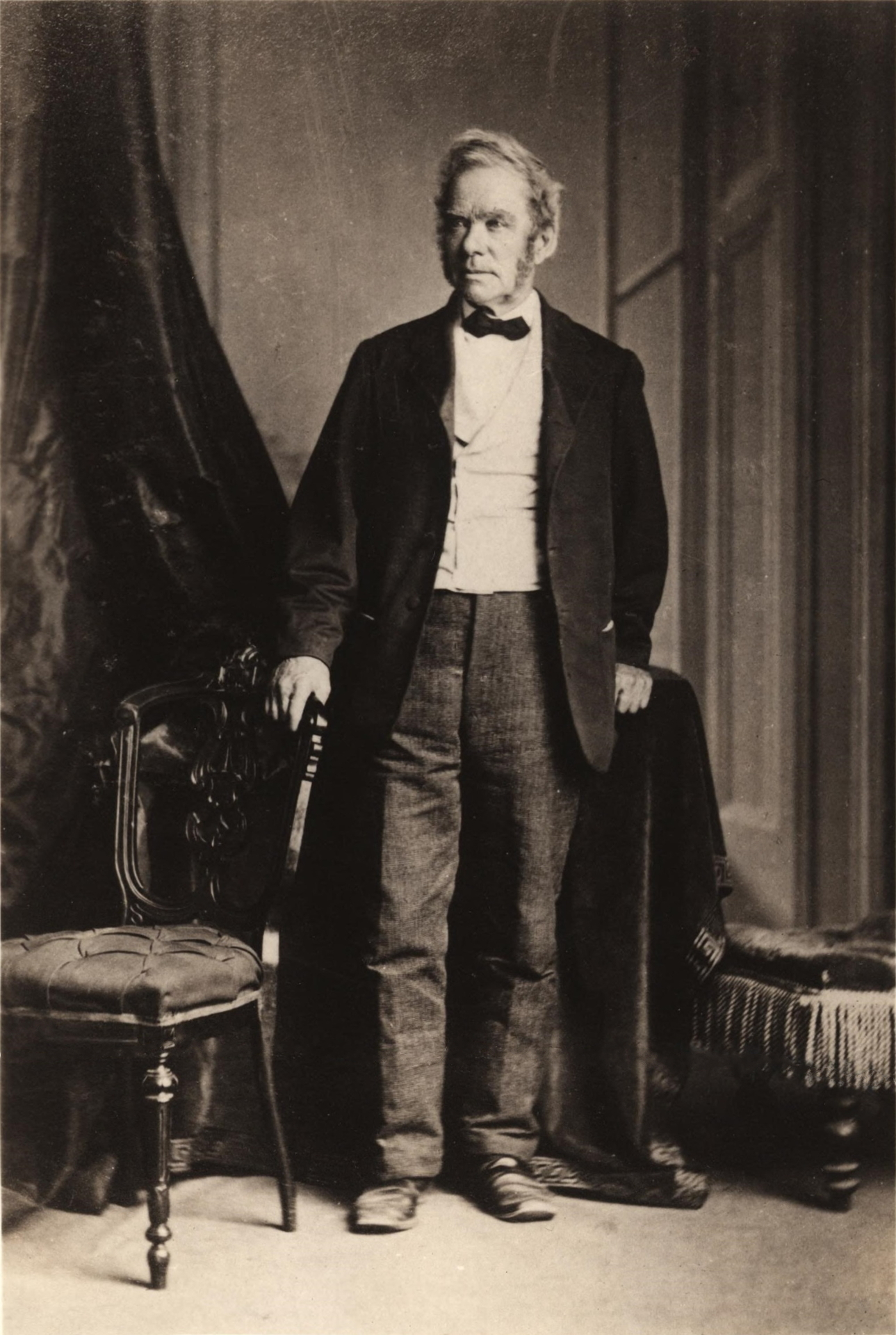
Josiah Warren

 Un dels primers anarquistes individualistes, també molt influent, va ser Josiah Warren, que havia participat en l'experiment de "New Harmony", una fracassada comunitat socialista utòpica que havia patrocinat Robert Owen. Warren va arribar a la conclusió que aquest sistema era inferior a aquell que respectés la "sobirania individual" i el dret a disposar de la propietat i seguir el que el mateix interès prescrigui.

### Els anarquistes de Boston

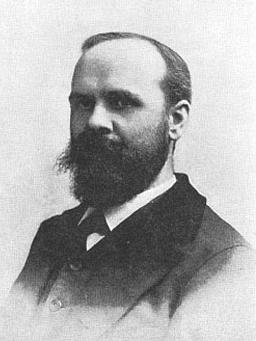
Benjamin Tucker

Benjamin Tucker i altres anarquistes radicats al voltant de l'àrea de Boston van ser influïts per Warren, i la interpretació de la teoria del valor del treball. Tucker creia que era injust per a les persones rebre major renda que els altres quan havien fet un treball menor, i va afirmar que la solució perquè els salaris creixessin fins al seu nivell apropiat era que l'estat cessés d'interferir en l'economia i deixés de protegir els monopolis de la competència. Igual que Warren, veia que els guanys obtinguts sense feina eren sinònim d'explotació (amb l'excepció dels regals i les herències). Sostenia que prestar diners en interès involucrava una part que no treballava per al cas del prestador, de manera que veia les taxes d'interès com una usura. Aquestes rendes també eren percebudes com una cosa injusta perquè eren guanys obtinguts sense haver treballat. Per a Tucker i la majoria dels individualistes americans contemporanis, la renda de la terra només pot existir a causa del "monopoli" i el "privilegi" sostingut pel govern, que restringeix la competència en el mercat i concentra la riquesa en les mans d'uns pocs. Tucker va sostenir que el control privat de la terra hauria de recolzar només en el cas que el seu posseïdor l'estigués utilitzant, si no aquests posseïdors tindrien la possibilitat de cobrar la renda als que l'estiguessin treballant i produint. Tucker va imaginar una societat anarquista individualista en què "cada persona s'enduria els fruits del seu treball i ningú pogués viure en la ganduleria gràcies a la renda del capital... convertint-se en un gran rusc de treballadors anarquistes, individus pròspers i lliures portant la producció i distribució al cost." No obstant això, no tots els anarquistes individualistes primerencs sostenien aquesta filosofia sobre la tinença de la terra. Warren i Lysander Spooner no van posar restriccions a l'ocupació i ús de la propietat. Steven T. Byington també es va oposar a les idees de Tucker sobre els requisits d'ocupació i utilització per a la propietat de la terra. També donaven suport a la propietat privada intercanviable en un mercat lliure. Defensaven la protecció de la llibertat i de la propietat per mitjà d'agències privades, i aprovaven l'intercanvi de treball per salaris.
Alguns anarquistes de Boston, com Tucker, s'autoproclamaren socialistes, un terme que denota una àmplia significació, i que volia significar el compromís de resoldre "la qüestió laboral" mitjançant una reforma econòmica radical.

### L'egoisme stirnerià nord-americà
A finals del segle xix, va ocórrer un gran cisma dins de l'individualisme nord-americà quan Tucker i alguns altres van abandonar la teoria dels drets naturals i es van proclamar egoistes segons el model de la filosofia individualista de Max Stirner.
Entre els anarquistes nord-americans que van adherir-se a l'egoisme stirnerià estan Benjamin Tucker, John Beverley Robinson, Steven T. Byington, Hutchins Hapgood, James L. Walker, Victor Yarra i E. H. Fulton. John Beverley Robinson va escriure un assaig anomenat Egoisme, en el qual afirma que l'"egoisme modern, tal com és proposat per Stirner i Nietzsche, i exposat per Ibsen, Shaw i d'altres... és tot això, però és més: el fet d'adonar-se per l'individu que... ell és l'únic individu".
"Alguns diaris van ser, sense dubte, influenciats per la presentació de Liberty de l'egoisme. Aquests van incloure, publicat per CL Swartz, editat per W. E. Gordak i JW Lloyd (tots associats de Liberty) The Ego i The Egoist, els dos editats per Edward H. Fulton. Entre les publicacions europees que Tucker seguia estaven l'alemanya Der Eigene, editada per Adolf Brand, i The Eagle i The Serpent, editades des de Londres.
Les formes de l'anarquisme individualista antiorganitzacional italià van ser portades als Estats Units per individualistes nascuts a Itàlia com Giuseppe Ciancabilla i d'altres que cridaven a la violenta propaganda pel fet allà. L'historiador anarquista George Woodcock reporta l'incident en el qual l'important anarquista italià Errico Malatesta es va trobar embolicat "en una disputa amb els anarquistes individualistes de Paterson, els quals insistien que l'anarquisme implicava cap organització, i que tota persona ha d'actuar només sota els seus impulsos."

### Anarcocapitalisme

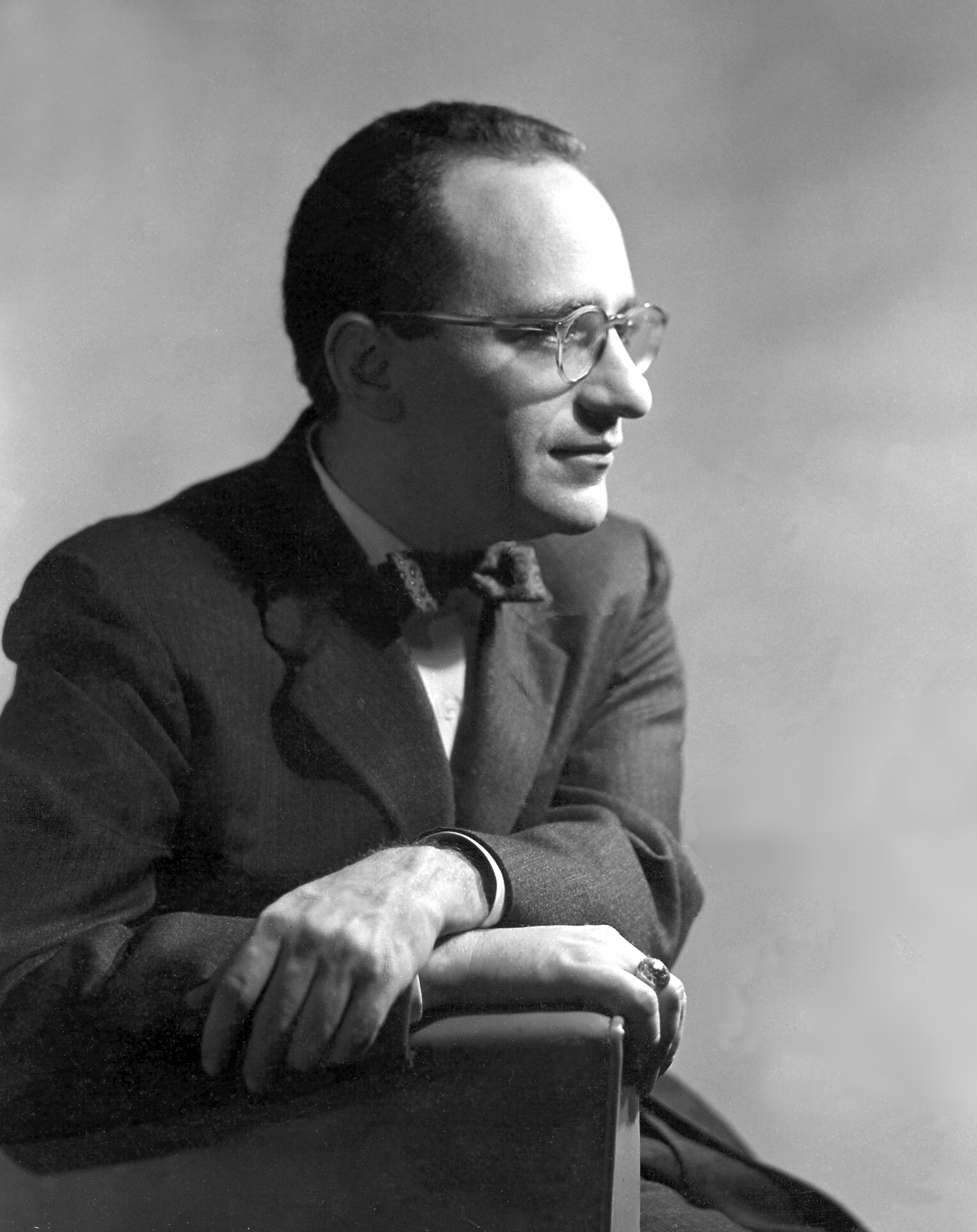
Rothbard, circa 1955

L'anarcocapitalisme és una filosofia propietarista que considera la propietat privada com un dret natural o com un dret moral, començant pel dret a la propietat d'un mateix. Hi ha diversos justificatius filosòfics per a l'anarcocapitalisme, iusnaturalistes i conseqüencialistes principalment. Així també existeixen algunes variants d'anarcocapitalisme com el paleollibertarisme, l'agorisme o el feminisme individualista, entre d'altres. Els anarcocapitalistes no s'oposen en principi a la propietat col·lectiva quan els seus propietaris ho consenten voluntàriament mitjançant un mutu acord o contracte.
L'anarquisme individualista del segle xix propugnava la teoria del valor treball. Alguns autors consideren que el modern pensament anarcocapitalista -com és el cas de Murray Rothbard- és el resultat simplement d'eliminar la teoria del valor del treball de les idees individualistes dels americans decimonònics, remuntant els seus orígens a l'economista liberal Gustave de Molinari. Com que la teoria econòmica va canviar, la popularitat de la teoria del treball dels economistes clàssics va ser reemplaçada per la teoria del valor subjectiu dels economistes neoclàssics. En l'actualitat, en relació amb la seva producció teòrica i influència política, ha arribat a convertir-se en el corrent més representatiu de l'anarquisme individualista.
Murray Rothbard, un alumne de Ludwig von Mises, va combinar l'escola austríaca d'economia del seu mestre amb una visió absolutista dels drets humans i el rebuig a l'estat, que havia incorporat en estudiar els individualistes anarquistes americans del segle xix, com Lysander Spooner i Benjamin Tucker.
Rothbard defineix "l'anarquisme com un sistema que proveeix la sanció no legal per l'agressió contra la persona i la propietat" i va dir que "el que l'anarquisme es proposa fer, llavors, és abolir l'estat, és a dir, l'abolició de la institució regularitzadora de la coerció agressiva." En una entrevista en New Banner, Rothbard va afirmar que "el capitalisme és la màxima expressió de l'anarquisme, i l'anarquisme és la màxima expressió del capitalisme".

## L'anarquisme individualista europeu
L'individualisme anarquista va ser un dels tres principals corrents anarquistes a Rússia, al costat dels més prominents de l'anarcocomunisme i l'anarcosindicalisme. Els integrants de l'individualisme anarquista rus van ser predominantment de la intel·lectualitat i la classe obrera.
Entre els principals individualistes anarquistes europeus es troben Max Stirner, Albert Liberty, Shmuel Alexandrov, Anselme Bellegarrigue, Émile Armand, Enrico Arrigoni, Lev Chernyi, John Henry Mackay, James L. Walker, Dora Marsden, Auberon Herbert, Wordsworth Donisthorpe, Henry Meulen, Henry Bool, Han Ryner, Renzo Novatores, i en l'actualitat Hans-Hermann Hoppe, Anthony de Jasay, Jorg Guido Hulsmann, Jesús Huerta de Soto, Carlo Lottieri, pierre Lemieux, o Michel Onfray. Dos autors influents en l'individualisme anarquista europeu van ser Friedrich Nietzsche i Georges Palante.
L'individualisme anarquista europeu té la seva arrel en el pensament de William Godwin, Proudhon, Spencer i Stirner.

### Mutualisme
El mutualisme és un corrent de pensament anarquista que es remunta a les idees de Pierre-Joseph Proudhon, que imaginava una societat en la qual cada persona pogués tenir els mitjans de producció, individualment o amb intercanvis que representessin quantitats de treball equivalents en un mercat lliure. Incorporat a l'esquema, anava establert un banc mutualista de crèdit, que prestaria als productors amb un mínim recàrrec d'interès per cobrir els costos administratius. El mutualisme es basa en la teoria del valor treball que postula que quan la feina o els seus productes són intercanviats o venuts, s'han de rebre béns o serveis incorporant "la quantitat de treball necessari per produir un article de la mateixa i igual utilitat". Alguns mutualistes creuen que si l'estat no intervingués, com a resultat d'un augment de la competència en el mercat, els individus no rebrien més ingressos que aquells en proporció al treball emprat. Els mutualistes s'oposen al fet que els individus obtinguin beneficis mitjançant préstecs, inversions i rendes, ja que consideren a aquests com a no treballadors. Alguns argumenten que si cessés la intervenció estatal, aquestes formes d'obtenció de guanys desapareixerien a causa de l'augment de competència en capital. Proudhon es va oposar a aquest tipus d'ingressos, expressant: "Mai vaig voler dir que... calia prohibir o suprimir, per decret, la renda de la terra i l'interès sobre el capital. Jo crec que totes aquestes formes d'activitat humana haurien de quedar lliures i opcionals per a tots."
En la mesura en què s'assegura als treballadors el dret al total del producte del seu treball, els mutualistes accepten el mercat i la propietat privada sobre el producte del treball. No obstant això, estan a favor de títols condicionals per la propietat de la terra; la propietat només es veuria legitimada mentre durés el seu ús o ocupació (el que Proudhon deia possessió)[98]. El mutualisme de Proudhon [nota 1] inclou cooperatives de treballadors i associacions laborals [99] perquè "sense aquestes, s'establirien relacions entre subordinats i superiors, de la qual cosa se seguirien dues castes d'amos i obrers assalariats, cosa que repugna a una societat lliure i democràtica", de manera que llavors "es fa necessari per als obrers conformar, per si mateixos, associacions democràtiques, amb les mateixes condicions per a tots els seus membres, sota pena de recaure en el feudalisme."[100]

Els mutualistes, seguint Proudhon, es consideraven originàriament com a socialistes llibertaris, però en l'actualitat alguns han abandonat la teoria del valor treball. Els mutualistes s'han diferenciat del socialisme d'estat i no propugnen el control dels mitjans de producció.

### Anarconaturisme

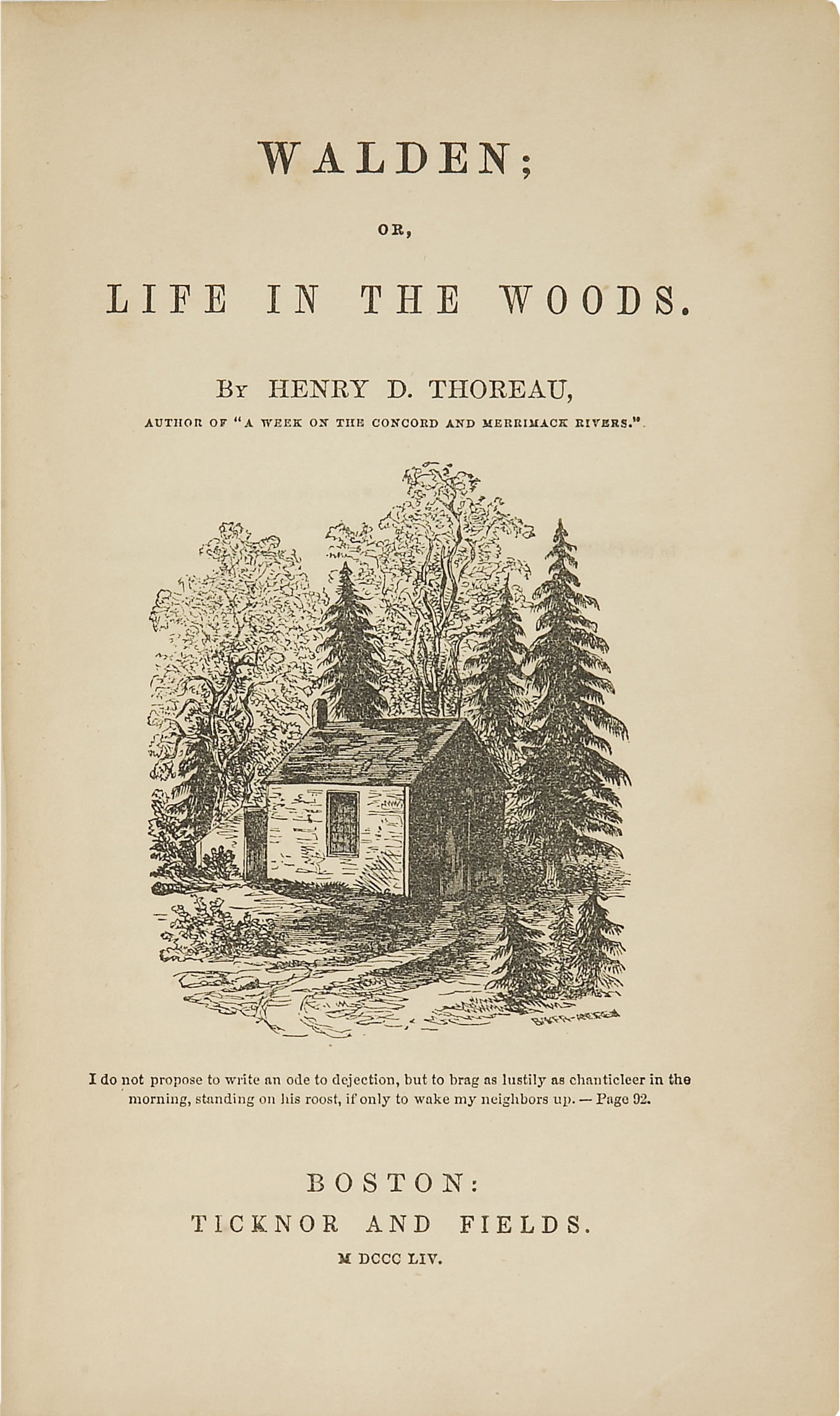
Walden, o la vida als boscos de Henry David Thoreau, influent escrit de l'ecoanarquisme primerenc

Un altre corrent important, especialment dins dels grups anarcoindividualistes francesos i espanyols, va ser el naturisme. El naturisme promovia un punt de vista ecologista, petites comunes ecològiques, i més prominentment el nudisme com una forma d'evitar l'artificialitat de la societat industrial de masses. Els anarcoindividualistes naturistes veien l'individu en els seus aspectes biològics, físics i psicològics i intentaven evitar les determinacions socials. Una important influència primerenca en aquesta línia va ser el nord-americà Henry David Thoreau i el seu llibre Walden, o la vida als boscos. Importants promotors anarcoindividualistes francesos de l'anarconaturisme van ser Henri Zisly i Emile Gravelle, els quals van col·laborar en publicacions com La Nouvelle Humanité, Li Naturia, Le Sauvage, L'Ordre Naturel i La Vie Naturelle.

### Il·legalisme i insurreccionalisme
L'il·legalisme és un corrent anarquista que es va desenvolupar primerament a França, Itàlia, Bèlgica i Suïssa durant la primera dècada del segle xx, com un despreniment de l'individualisme stirnerià. Els il·legalistes normalment no tractaven de trobar una base moral per justificar les seves accions; la major part dels actes il·legals van ser fets simplement per satisfer els seus desitjos personals, no sempre van ser mitjans per a aconseguir fins més elevats,[106] tot i que alguns van cometre crims dins del que es va conèixer com a propaganda pel fet.[26] Els il·legalistes van ser partidaris tant de l'acció directa com de la propaganda pel fet.[2]

Influenciats pel teòric Max Stirner (filòsof de l'egoisme) així com per la frase de Proudhon "la propietat és un robatori", Clément Duval i Marius Jacob van proposar la teoria de la represa individuelle ('reclam individual').
L'il·legalisme arribà en la generació d'europeus inspirats en les tensions socials de la dècada 1890, durant la qual Ravachol, Émile Henry, Auguste Vaillant, i Sante Geronimo Caserio cometeren desafiants crims en nom de l'anarquisme, dins del marc de la propaganda pel fet. La banda francesa d'assaltants de Jules Bonnot va ser el més famós grup a practicar l'il·legalisme.
L'anarquisme insurreccionalista actual és hereu de l'antiorganitzacionisme italià i de l'il·legalisme francès d'inicis del segle xx. Aquest corrent presenta algunes influències individualistes, encara que també pot ser considerat com a part de l'anarquisme de postesquerra; s'autodefineix com "un moviment col·lectiu de realització individual". El principal teòric de l'insurreccionalisme és l'italià Alfredo M. Bonanno, autor de diversos escrits en què exposa els principals arguments d'aquest corrent. Altres autors insurreccionalistes són Constantí Cavalleria, Wolfi Landstreicher i Killing King Abacus. L'individualisme insurreccionalista recent ha rebut influències de la crítica postmoderna a la modernitat; al seu torn, realitza una crítica a les organitzacions permanents en l'anarquisme clàssic i l'anarcosindicalisme.
L'insurreccionalisme s'ha desenvolupat principalment a Itàlia, Espanya, Grècia i els Estats Units, i ha adquirit certa notorietat per algunes accions directes violentes a Europa, i per la participació disruptiva en el moviment d'antiglobalització. L'anarcoinsurrecionalista italià Michele Fabiani escriu des d'una postura anarcoindividualista assajos com Critica individualista Anarchica alla modernité.

### França
A partir del llegat de Proudhon i Stirner, va sorgir una forta tradició d'anarquisme individualista francès. Una de les primeres influències va ser Anselme Bellegarrigue. Partícip de la Revolució francesa de 1848, va ser l'autor i editor d'Anarchie, Journal de l'Ordre i d'Au fait! Au fait! Interpretation de l'idée démocratique, i va escriure un precoç Manifest anarquista el 1850. Autonomie individuelle va ser una publicació anarcoindividualista que va existir del 1887 al 1888. Va ser editada per Jean-Baptiste Louiche, Charles Schaeffer i Georges Deherme.

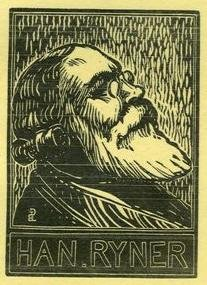
Han Ryner

Posteriorment, aquesta tradició va continuar amb intel·lectuals com Albert Llibertat, André Lorulot, Émile Armand, Victor Serge, Zo d'Axa i Rirette Maitrejean, desenvolupant la teoria en el principal diari anarquista a França, L'Anarchie, el 1905. Fora d'aquesta publicació, Han Ryner va escriure un Petit Manuel individualista (1903).
L'individualisme anarquista francès presentava una diversitat de posicions, per exemple, pel que fa a la violència i la no-violència, entre altres tòpics. Emile Armand rebutjava la violència i recolzava el mutualisme afavorint la teoria del valor subjectiu, mentre que a més era un cèlebre propagandista de l'amor lliure, però en canvi Albert Llibertat i Zo d'Axa van ser influents en cercles que acceptaven els mètodes violents a l'estil de la propaganda pel fet, a més d'adherir-se al comunitarisme o a l'anarcocomunisme i rebutjar la feina. D'altra banda, Han Ryner conciliava l'anarquisme amb l'estoïcisme. No obstant això, els cercles individualistes francesos tenien un marcat sentit de la llibertat individual i de l'experimentació. El naturisme i l'amor lliure van ser matèries amb una forta influència en aquests cercles individualistes, i s'expandiren a la resta d'anarquistes, fins i tot arribaren a sorgir entre els individualistes espanyols.

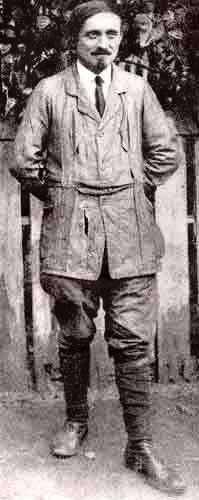
Émile Armand, anarcoindividualista francès i propagandista de l'amor lliure

Emile Armand cridava a viure sota les condicions i formes pròpies desitjades en el present, rebel·lant-se contra el condicionament social a la vida quotidiana i per mitjà de viure amb aquells amb qui es té una afinitat grupal d'acord amb els valors i els desitjos compartits. Afirma que l'anarquista individualista és un "presentista" i que "no podria, sense mal raonament o il·lògic, pensar a sacrificar el seu ésser, fins a la vinguda d'un estat de coses que no gaudiria immediatament".
"En aquest sentit, les posicions teòriques i les experiències vitals de l'individualista francès són profundament iconoclastes i escandaloses, fins i tot entre bona part dels mitjans llibertaris. La reivindicació del naturisme nudista, la defensa a ultrança dels mitjans anticonceptius, la idea de "unions d'egoistes" amb la finalitat exclusiva de la pràctica sexual (companyonia amorosa), que tractarà de posar en pràctica, no sense dificultats, marcaran la seva forma de pensar i actuar, i propiciarà admiració entre uns, i un fort rebuig entre d'altres."
Després de la Segona Guerra Mundial, anarcoindividualistes francesos agropecuaris, juntament amb Emile Armand, publiquen L'Unique, que tingué vigència del 1945 la 195,6 amb un total de 110 números.

### Itàlia
A Itàlia, l'anarquisme individualista tenia una forta tendència cap a l'il·legalisme i la violència, mitjançant la propaganda pel fet, similar a l'anarquisme individualista francès, però potser una mica més extrem. En aquest aspecte, podem tenir en consideració els notoris magnicidis duts a terme pels individualistes Giovanni Passannante, Sante Caserio, Michele Angiolillo, Luigi Luccheni, i Gaetano Bresci, que va executar el rei Umberto I. Mas va viure a França, contemporàriament a l'il·legalisme francès; posteriorment, va assassinar el president de la república francesa Sadi Carnot. Les arrels teòriques de l'actual anarquisme insurreccionalista poden ser rastrejades fins a finals del segle xix, combinant el criticisme de l'individualisme italià amb les organitzacions i associacions permanents, amb una visió socialista classista. Durant l'ascens del feixisme, aquest pensament va motivar Gino Lucetti, Michele Schirru i Angelo Sbardellotto perquè tractessin d'eliminar mitjançant un atemptat Benito Mussolini.

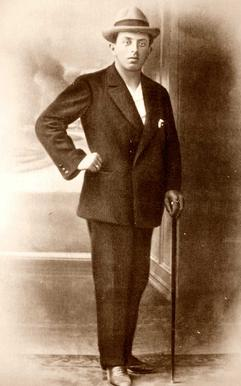
Renzo Novatores

En l'anarcocomunisme italià, va existir també un vessant individualista basat en les idees de Kropotkin, conegut com a antiorganizacionista; l'individualisme es basava en qüestions de tàctica i organització, tot i que no diferia gaire en la seva proposta final d'altres tendències comunistes. En els inicis del segle xx, va ser important el treball intel·lectual de Renzo Novatores, que estava influït per Stirner, Friedrich Nietzsche, Georges Palante, Oscar Wilde, Henrik Ibsen, Arthur Schopenhauer i Charles Baudelaire. Col·laborà en nombrosos diaris anarquistes i va participar en els corrents futuristes d'avantguarda. El seu pensament s'alineava amb el no-respecte stirnerià a la propietat privada, només reconeixent la propietat sobre el mateix esperit.
Novatore col·laborà en la publicació individualista Iconoclasta! al costat del jove stirnerià i il·legalista Bruno Filippi. Novatores va pertànyer a la tendència esquerrana del moviment avantguardista del futurisme, juntament amb altres anarcoindividualistes futuristes com Dante Carnesecchi, Leda Rafanelli, Aurora d'Arcola, i Giovanni Governate. També Pietro Bruzzi va publicar la revista L'Individualista el 1920, però aquesta va ser tancada pel govern feixista.
Després de la Segona Guerra mundial, el 1945, durant el Congrés Fundador de la Federació Anarquista Italiana hi ha la presència d'anarcoindividualistes liderats per Cesare Zaccaria, un important anarquista de l'època. Després, durant el IX Congrés de la Federació Anarquista Italiana a Carrara de 1965, un grup decideix separar-se de la federació per, posteriorment, crear el Gruppi di Inizias Anarchica. Durant els setanta, estava majoritàriament "nodrida sobretot de veterans anarcoindividualistes d'orientació pacifista, naturista; defensa l'autonomia personal que rebutja estrictament tota forma d'intervenció en els processos del sistema com el sindicalisme. El seu portaveu és L'Internazionale amb seu a Ancona."

### Espanya
L'estat espanyol va rebre influències de l'individualisme anarquista nord-americà, però va estar més vinculat als corrents francesos. A l'inici del segle xx, l'individualisme a l'estat espanyol va prendre auge gràcies als esforços de Daurat Montero, Ricardo Mella, Federico Urales, Miguel Giménez Igualada i José Elizalde, traduint els individualistes francesos i americans. Importants en aquest sentit van ser publicacions periòdiques com La Idea Lliure, La Revista Blanca, Ètica, Inicials, Al marge i Nosaltres. Els pensadors que més van influir en l'individualisme hispà foren Stirner, Emile Armand i Han Ryner. Igual que a França, la difusió de l'esperanto va tenir la seva importància, el mateix que moviments culturals com el naturisme i l'amor lliure. Temps després, els mateixos Armand i Ryner van fer les seves contribucions per a la premsa individualista espanyola. La idea d'Armand de "camaraderia amorosa" va tenir un paper important en l'alliberament sexual i la realització individual.
La premsa anarcoindividualista espanyola era llegida àmpliament per membres de grups anarcocomunistes i per membres de la central anarcosindicalista Confederació Nacional del Treball. També, prominents anarcoindividualistes com Federico Urales i Miguel Giménez Igualada van ser membres de la CNT i l'anarcoindividualista José Elizalde va ser membre fundador i primer secretari de la Federació Anarquista Ibèrica.
En l'actualitat, acadèmics de l'escola austríaca com Jesús Huerta de Soto i diversos analistes de l'Institut Juan de Mariana són exponents de l'anarquisme individualista modern manifestat en l'anarcocapitalisme. L'anarcocapitalisme espanyol, com a particularitat, recull la tesi de Murray Rothbard que l'escola de Salamanca al segle d'or és un precedent filosòfic, jurídic i econòmic remot d'algunes tesis llibertàries.

### Alemanya

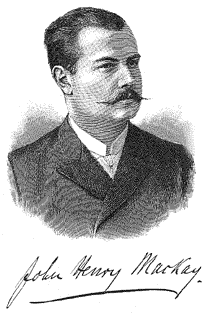
John Henry Mackay

A Alemanya, el més important propagandista dels ideals de l'individualisme anarquista va ser l'escriptor i pensador germanoescocès John Henry Mackay (Greenock, Escòcia, 6 de febrer de 1864 - Berlín, Alemanya, 16 de maig de 1933). Fusionà l'egoisme de Stirner, a qui a més de descobrir com a anarquista, amb les posicions de Benjamin Tucker, va traduir a l'alemany aquest últim. Dos textos semificcionals de la seva autoria, Die Anarchisten i Der Freiheitsucher, van contribuir a la teoria individualista actualitzant les temàtiques egoistes en la consideració del moviment anarquista. Traduccions a l'anglès d'aquests treballs van arribar al Regne Unit i als cercles individualistes estatunidencs liderats per Tucker. MacKay és també conegut com un dels primers activistes importants d'Europa pels drets dels LGBT.

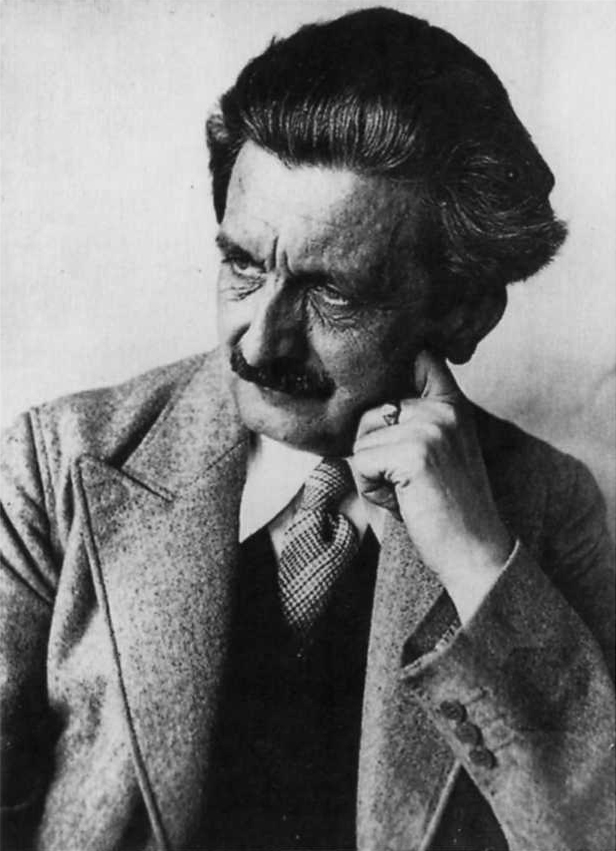
Adolf Brand

Adolf Brand va ser un anarquista stirnerià i un dels primers activistes homosexuals i el primer en el món a editar de forma regular una revista per a homosexuals anomenada Der Eigene (1896-1932). El nom es remunta a l'obra de Max Stirner Der Einzige und sein Eigentum (L'únic i la seva propietat). El subtítol era Monatsschrift für Kunst und Leben (Revista mensual sobre l'art i la vida). En els primers números, també van tractar temes com la filosofia de Stirner i l'anarquisme, temes que van aparèixer poc en els següents anys. Der Eigene contenia a partir de 1898 principalment poemes, prosa, fotos de nus i dibuixos. Els principals col·laboradors en van ser Benedict Friedlaender, Klaus i Thomas Mann, Theodor Lessing, Erich Mühsam, Fidus i Sascha Schneider.
Anarcoindividualistes alemanys contemporanis són Hans-Hermann Hoppe i Jörg Guido Hülsmann.

### Rússia
Un dels primers antecedents de l'anarquisme individualista rus va ser el moviment nihilista de la dècada de 1860, que rebutjava tota autoritat i la moralitat burgesa. Després de l'assassinat del tsar Alexandre II al 1881, els nihilistes van ser coneguts per tot Europa com a partidaris de la violència com a mitjà per aconseguir canvis polítics.
L'anarquisme individualista a Rússia, a més, va ser molt influït per les idees de Stirner i Nietzsche, i va estar molt associat a la bohèmia intel·lectual i artística, així com a sectors marginats; també va existir una tendència inspirada en Tolstoi, de caràcter pacifista i arrel cristiana. Durant els anys previs i immediats a la Revolució russa de 1905, l'individualisme anarquista -encara que no va ser l'única tendència anarquista que va fer ús del terror- es va expressar en nombrosos atemptats i assassinats, que els convertirien en els herois de la pagesia i els marginats.
Malgrat la seva forta tendència antiorganitzacionista, diversos grups d'anarquistes russos van integrar la Confederació Nabat, juntament amb anarcocomunistes i anarcosindicalistes. Els anarquistes individualistes russos combinaven les teories individualistes clàssiques europees amb el comunisme, el nihilisme i el populisme, conformant de vegades teories eclèctiques, com l'interindividualisme dels germans Bratia i Abba Gordin, autors del Manifest panarquista de Moscou (1918). Un important individualista anarquista va ser el poeta Lev Chernyi, compromès en la resistència contra l'escalada de poder del Partit Bolxevic. Va adherir-se principalment a la filosofia de Stirner i les idees de Tucker. Va morir probablement afusellat o sota tortures després de ser detingut per la Cheka, acusat d'haver participat en un atemptat amb explosius contra la seu del Partit Comunista de Moscou. Es creu que no va estar involucrat en el fet del qual se'l va acusar. Després de la presa del poder pels bolxevics, la persecució, la repressió i l'exili van donar un cop mortal a l'anarquisme a Rússia.
Alexei Borovoi (1875-1935) va ser un escriptor, orador, professor i propagandista anarquista individualista rus. El 1921 publica L'individu i la societat des del punt de vista anarquista.

### Regne Unit
William Godwin va ser-ne una de les primeres i més importants influències, com es va esmentar prèviament. L'escriptor anarquista irlandès Oscar Wilde, pertanyent al moviment avantguardista del decadentisme, va influir en anarcoindividualistes com Renzo Novatores i va guanyar l'admiració i el suport de Benjamin Tucker. En el seu influent assaig L'ànima de l'home sota el socialisme de 1891 va defensar el socialisme com la forma millor de garantir l'individualisme i mentre observava que "la propietat privada ha destrossat el veritable Individualisme, i ha establert un individualisme que és fals... puix el reconeixement de la propietat privada ha danyat realment l'individualisme, i l'ha enfosquit, confonent l'individu amb el qual ell posseeix. Podrà preguntar-se com és que l'individualisme, que pràcticament depèn de l'existència de la propietat privada per al seu desenvolupament, pogués beneficiar-se amb la seva abolició. El benefici serà aquest. Sota les noves condicions, l'individualisme serà molt més lliure, més bell i més intens que ara."
A finals del segle xix, al Regne Unit hi havia anarquistes individualistes com ara Auberon Herbert, Wordsworth Donisthorpe, Joseph Hiam Levy, Joseph Greevz Fisher, John Badcock, Jr., Albert Tarn, i Henry Seymour que estaven a prop ideològicament de les posicions dels individualistes nord-americans reunits al voltant del diari Liberty, de Benjamin Tucker. A mitjans de la dècada de 1880, Seymour va publicar un diari anomenat The Anarchist. Posteriorment, prengué també interès en l'amor lliure, amb la seva participació en el diari The Adult: A journal for the Advancement of Freedom in Sexual Relationships. The Serpent, publicat des de Londres... la més prominent publicació egoista en llengua anglesa, va ser publicada des de 1898-1900 amb el subtítol A Journal of Egoistic Philosophy and Sociology.
També va pertànyer a aquest moviment individualista el filòsof, crític d'art i escriptor Herbert Read, que va escriure sobre Godwin i Stirner; va ser autor d'obres com Al diable amb la cultura, The Paradox of anarchism, Philosophy of anarchism, Anarchy & Order; Poetry & anarchism i My anarchism. Al segle xx, l'anarquista individualista Henry Meulen destaca pels seus treballs sobre la banca lliure.

## Anarquisme individualista a Amèrica Llatina
L'historiador anarquista Angel Cappelletti reporta que a l'Argentina, "entre els treballadors arribats d'Europa en les dues primeres dècades del segle, hi havia curiosament diversos individualistes stirnerians influïts per la filosofia de Nietzsche, que veien el sindicalisme com un potencial enemic de la ideologia anarquista. Constituïren grups d'afinitat que el 1912 arribaven, segons Max Nettlau, al nombre de vint. El 1911 va aparèixer, a Colón (Argentina), el diari L'Únic, que s'autodefinia com a "publicació individualista'".
Biofílica Panclasta va ser un escriptor, activista polític i anarquista individualista colombià. El 1904 començà a utilitzar el pseudònim amb el qual seria reconegut: Biofílica, 'amant de la vida', i Panclasta, 'enemic de tot'. Va estar en més de cinquanta països avivant les ideesanarquistes i participant en manifestacions obreres i sindicals. Biofílica es va considerar un individualista molt sota el guiatge de la idea del superhome de Nietzsche així com va ser seguidor de Max Stirner.
Maria Lacerda de Moura va ser una professora, periodista i activista anarcoindividualista i anarcofeminista brasilera. En les seves idees sobre l'educació va ser influïda per Francesc Ferrer i Guàrdia. Va ser també periodista de la premsa anarquista brasilera i va arribar a escriure per a la revista anarcoindividualista espanyola Al Margen.
També els seus escrits van rebre difusió a l'Argentina i Uruguai. El 1923 llançà el diari Renascença, el qual estava connectat amb els moviments anarquistes de lliure pensament de l'època. El seu pensament estava influït per Han Ryner i Emile Armand.